# أكومولي
أكومولي، (بالإنجليزية: Accumoli)، هي (بلدية) في مقاطعة رييتي، في منطقة لاتسيو الإيطالية، وتقع على بعد حوالي 110 كم (68 ميل) شمال شرق روما، وحوالي 45 كم (28 ميل) شمال شرق رييتي. وهي تقع في الحديقة الطبيعية المعروفة باسم «غران ساسو أي مونتي، حديقة لاغا الوطنية».

## السكان
تطور النمو السكاني لـ أكومولي